# Нижний Кемулта
Нижняя Кемулта (осет. Дæллаг Хъемулта, груз. ქვემო ყემულთა — Квемо-Кемульта) или Кемулта (осет. Хъемулта, груз. ყემულთა — Кемульта) — село в Закавказье, расположено в  Дзауском районе Южной Осетии, фактически контролирующей село; согласно юрисдикции Грузии — в Джавском муниципалитете. 
Центр Кемултской (Кемультской) сельской администрации в РЮО.

## География
Село расположено в междуречье рек Паца (левобережье) и её притока Кешельта (правобережье), в 10 км к северо-западу от райцентра Дзау.
В 1 км к северо-востоку расположено село Верхняя Кемулта.

## Население
В 1987 году в селе Нижняя Кемулта проживало 110 человек. По переписи 2015 года численность населения с. Нижняя Кемулта составила 27 жителей. 

## Топографические карты
- Лист карты K-38-52 Джава. Масштаб: 1 : 100 000. Состояние местности на 1987 год. Издание 1989 г.